# Папа Климент XIII
Папа Климент XIII (лат. Clemens Tertius Decimus; 7. март 1693 —  2. фебруар 1769), световно име Карло дела Торе Резонико (итал. Carlo (della Torre) Rezzonico) био је 248. папа од 6. јула 1758. до 2. фебруара 1769.
Рођен је у венецијанској породици која је недавно стекла статус племства, и стекао језуитско образовање у Болоњи. Године 1737. постао је кардинал-ђакон цркве Свети Никола у Карцери. Претходно је држао разне битне позиције у Курији и постао је бискуп Падове 1743; док је службовао као бискуп Падове обишао је све парохије у својој бискупији, поставши први бискуп у 50 година који је то урадио.